# Немутиха
Немутиха — река в Туруханском районе Красноярского края, левый приток Енисея.
Протекает по восточной окраине Западно-Сибирской равнины. Длина реки — 56 км, площадь водосборного бассейна — 750 км².
Вытекает с южной стороны озера Чировое, в которое, с севера, впадают реки Талая и Тальничная. По пути Немутиха протекает через несколько озёр: Большое Тальничное, Крестовское, Малое Тальничное и 2 озера Петровы. У реки один значительный приток — Кингилама, длиной 22 км, впадающий в 52 км по правому берегу.
Впадает в Енисей, на высоте около 3 м, на расстоянии 662 км от устья.
По данным государственного водного реестра России относится к Енисейскому бассейновому округу. Код водного объекта — 17010800412116100103465.